# يونس الدكيم
يونس الدكيم ، هو واحد من قادة الثورة المهدية في السودان.
ينتمي إلى قبائل البقارة وهو من أبناء عمومة الخليفة عبد الله التعايشي.

## صفاته
كان الأمير يونس الدكيم رجلاً وسيم الطلعة، دقيق الجسم. وكان حاذقاً لفنون الفروسية. وقد وعمل في شبابه صائدا للأفيال.

## مهامه

### قيادة الفرسان وإخماد الثورات الداخلية والتمرد
عمل يونس الدكيم قائدا لسلاح فرسان الخليفة. قبل سقوط مدينة الأبيض وقد أرسله المهدي إلى دارفور للتعامل مع تمرد قبيلة الرزيقات هناك، ودعوتهم إلى الانضمام إلى المهدية. نجح ود دكيم في إيقاع الهزيمة بهم وتمكّن من أسر زعيمهم الشيخ عقيل الجنقاوي، وبعث به إلى مدينة الأبيض حيث تم إعدامه هناك.
بعد وفاة المهدي، ظل ود دكيم مخلصاً للمهدية وبايع الخليفة الذي أرسله إلى كردفان على رأس حملة لإخماد عدد من حالات التمرد والثورات بين القبائل العربية، ومن بينها قبيلة الجمِع بقيادة الشيخ عساكر أبو الكلام.
عبر ود الدكيم نهر النيل الأبيض، وحارب مقاتلي قبائل (دار محارب)، وبعد أن شتّت شملهم وهزمهم اتجه بجيشه نحو شرق السودان، إلا أن الخليفة عبد الله استدعاه من القلابات وبقي بجوار الخليفة في أم درمان لفترة من الزمن.

### إمارة دنقلا
تم تعيين ود دكيم أميرا على دنقلا إلا أن إمارته واجهت عدة مشاكل حيث كثرت شكاوي الأهالي منه بسبب ابتزازه لهم كما تذهب بعض المصادر وتشدده في جباية الأتاوات، ومما ذكر عنه في هذا المضمار أنه هدد أهالي دنقلا بشرب ماء النيل كله وتركهم عطشى إن لم يدفعوا له فاستدعاه الخليفة إلى أم درمان وقال له: "يونس ود الدكيم... قل شاكرك... وكثر شاكوك. أي قلّ عدد من يشكرك وكثر عدد من يشكو منك.

## معركتي كرري وأم دبيكرات
شارك الأمير ود الدكيم في معركتي كرري و أم دبيكرات، ولكنه لم يصب فيهما بأذى.

## أسره
تم أسره في واقعة أم دبيكرات ونقل إلى سجن رشيد في مصر ومعه الأمير عثمان شيخ الدين وآخرون وكان في نفس السجن من قبلهم الأمير محمود ود أحمد الذي تم أسره بعد معركة عطبرة وتوفي الأمير محمود ود أحمد هناك سنة 1906 أما شيخ الدين الذي كان جريحا فقد توفي عام 1900 بينما قضى ود الدكيم مدة طويلة في السجن ثم أُطلق سراحه وأعيد إلى السودان.

## وفاته
بقي في أم درمان حتى أدركته المنية في صيف عام 1935م عن عمر ناهز 130 سنة. وتضاربت الآراء حول تاريخ وفاته ووضعه بعد معركة كرري.